# Polje (gmina Bohinj)
Polje – wieś w Słowenii, w gminie Bohinj. W 2018 roku liczyła 166 mieszkańców.